# أي أر اي (وحدة)

مخطط لاشارة الفيديو على مقياس IRE

«وحدة IRE» هي وحدة تم اعتمادها لتسهيل التعامل مع مستويات النصوع المختلفة في الصورة وتحديد اللون فيها وتستعمل بشكل خاص في نظام البث التناظري "NTSC" وأنظمة البث الأخرى، فبما أن إشارة الفيديو لا تتعدى 1 فولت ذروة للذروة (1 V peak-to-peak) فقط قام «معهد مهندسين الراديو» الذي تم تأسيسه في 1912 بتقسيم الفولت الواحد إلى 140 وحدة سميت بالـ IRE نسبة إلى "Institute of Radio Engineers"  لتسهيل التعامل مع مستويات النصوع أو "luminance" في إشارة الفيديو، وتم تقسيمها إلى جزئين:
- «جزء الصورة» وهو بين 0 "IRE" إلى "IRE" 100 .
- «جزء التزامن» وعرف بالقيم بين -40 "IRE" إلى 0 "IRE".
- «إشارة اندفاع اللون».

و لذلك كل «وحدة IRE» تعادل 1/140 فولت. معظم الأجهزة المنتجة للصورة أو الفيديو عادة بكون اللون الأسود في الصورة بين 7.5 "IRE" و 10 "IRE" والحد الأقصي لسطوع الصورة عادة أقل بقليل من 100 "IRE".

و الإشارة الثالثة داخلية وهي إشارة اندفاع اللون أو "Burst Signal" ذو قيمة ما بين -20 "IRE" و +20 "IRE" وهي عينة قصيرة من تردد الناقل الفرعي للون. ويتم استخدامه في كيفية عرض الألوان على الشاشة. قبل التلفزيون الملون الترددات الأفقية والرأسية كانت 60 هرتز و15.750 هرتز على التوالي. وعند ظهور الألوان كان لا بد من تعديل الإشارة الكلية للفيديو لاستيعاب هذه الإشارة. قيم "NTSC" الحالية هي 59.94 هرتز عن المسح الرأسي و15.734 هرتز عن المسح الأفقي. (و تردد الناقل الفرعي للون هو MHz 3.58.)

يعادل 100 "IRE" من الفولت ما قيمته 0.714286 V أي mVolt 714 وهي أعلى قيمة نصوع في الصورة، أما جزء التزامن بين 0 V أو السواد وحتى -0.285714 V أو ما يقابلها في نظام "IRE" وهو -40 "IRE", ومستوى الأسود في الصورة هو 7.5 "IRE" أي أعلى من مستوى 0 V بقليل.